# U-124号潜艇 (1918年)
陛下之124号潜艇是德意志帝国海军建造的UE-II型远程布雷潜艇或称U艇的八号艇。它由汉堡的布洛姆与福斯船厂承建，于1918年3月28日下水，至同年7月12日交付使用。U-124号是在第一次世界大战期间服役的329艘德国潜艇之一，但从未参与任何海战。战后，根据停战协议的要求，该艇于1918年12月1日被引渡至英国正式投降，至1920年在斯旺西拆解报废。

## 设计
1916年春天，基于既有的UE-I型潜艇在适航性和速度方面存在重大缺陷，且极易发生故障，德意志帝国海军潜艇监察局（Inspektion des U-Bootwesens）启动了名为第45号方案的千吨级布雷潜艇设计工程，即UE-II型潜艇。新方案是UE-I型和双壳体U-115至U-116型的综合体，其艏部结构几乎是完全照搬了后者的设计，艉部的耐压壳体则必须设计为椭圆形，以容纳大型水雷贮存舱。
U-124号是UE-II型潜艇的八号艇，也是由布洛姆与福斯船厂承建（U-122至U-126号）的第三艘。与伏尔铿船厂承建的前五艘姊妹艇（U-117至U-121号）相比，其长度和水下性能略为提升，惟在续航里程和武器装备方面有所减弱。U-124号的全长为82米，舷宽7.42米；有4.22米的吃水深度。艇只的水上排水量为1163吨，水下为1468吨。它搭载有可在水上使用的两台猛狮六缸四冲程柴油发动机，总功率为2,400匹公制馬力（1,765千瓦特）；以及可在水下使用的西门子-舒克特双电动发电机，总功率为1,235匹公制馬力（908千瓦特）。这些发动机用以驱动双轴、每根轴各一个直径1.61米长的螺旋桨。其潜航深度为75米。
U-124号在水上的最高速度可达14.7節（27.2每小時），在水下的最高航速则为7.2節（13.3每小時）。它可以8節（15每小時）的速度在水上巡航11,470海里（21,240），或以4.5節（8.3每小時）的速度在水下巡航35海里（65）。与UE-I型类似，该艇的布雷装置也是由水雷布放管和贮存台架组成，两个3层台架最多可贮存42枚UC200型水雷，水雷舱占据艇体后部约四分之一的舱段。此外，通过上层构造左右两舷的耐压装载舱还可额外贮存30枚水雷，它们通过专用导轨输送至水雷舱。出于自卫需要，U-124号也配有四具艇艏鱼雷发射管，并可携带至多14枚鱼雷；作为辅助武器的甲板炮则是一门150毫米45倍径速射炮。其标准船员编制为4名军官及36名水兵。

## 历史
U-124号是由德意志帝国海军作为L项战时订单（Kriegsauftrag L）的一部分，于1916年5月27日向汉堡的布洛姆与福斯船厂订购，建造编号为301。艇体于1918年3月28日下水，至同年7月12日正式交付使用。其首任暨唯一一任艇长是后来的纳粹德国海军总将、当时的海军上尉罗尔夫·卡尔斯完成海试后，U-124号被编入分驻黑尔戈兰岛和布伦斯比特尔的第一潜艇区舰队服役，并一直隶属于该部队直至战争结束。
第一次世界大战期间，U-124号未及参与任何行动，也没有击中任何船舶。战后，该艇先是于1918年11月13日被扣押至瑞典卡尔斯克鲁纳，但随后根据停战协议的要求于1918年12月1日移交英国，并在哈维奇正式向协约国投降。英国海军部原本将U-124号搁置在波特兰岛，后于1919年3月3日作价3000英镑卖给詹姆斯疏浚公司，再由后者转售予乔治·科恩，继而把艇只拖至斯旺西进行报废处理。然而，U-124号却于1920年10月在当地沉没，但其后仍被打捞上岸并最终拆解。

## 脚注
1. 1 2 3  Gröner 1991，第15頁.
2. 1 2  Helgason, Guðmundur. . German and Austrian U-boats of World War I - Kaiserliche Marine - Uboat.net.   [2015-03-16].
3. 1 2  陈进，第140頁.
4. ↑  Herzog，第136頁.
5. ↑  Herzog，第124頁.
6. ↑  Herzog，第91頁.
7. ↑  Dodson & Cant，第125頁.